# Miss Nord-Pas-de-Calais
 (décembre 2023).
- Si vous ne connaissez pas le sujet, laissez ce bandeau (vous pouvez alors contacter les auteurs).
- Si vous supprimez le contenu mis en cause (vous pouvez préalablement contacter les auteurs),

argumentez précisément cette suppression dans la page de discussion
(un manque de référence n'est pas un argument ; une recherche réelle de référence doit avoir été effectuée, être formellement documentée).
Miss Nord-Pas-de-Calais est un concours de beauté annuel concernant les jeunes femmes de la région Nord-Pas-de-Calais. Il est qualificatif pour l'élection de Miss France, retransmise en direct sur la chaîne TF1, en décembre, chaque année.
Quatre Miss Nord-Pas-de-Calais ont été couronnées Miss France :
- Camille Cerf, Miss France 2015 ;
- Iris Mittenaere, Miss France 2016 et Miss Univers 2016 ;
- Maëva Coucke, Miss France 2018 ;
- Ève Gilles, Miss France 2024.

## Histoire
En 2010, à la suite de la réorganisation des comités par la Société Miss France représentée par sa directrice Sylvie Tellier, chargée de l'organisation des élections régionales après le départ de Geneviève de Fontenay, le Comité Miss Nord-Pas-de-Calais est créé en remplacement de :
- Miss Artois-Hainaut (représentant l'Artois, soit le département du Pas-de-Calais et le Hainaut, soit le sud du département du Nord) ;
- Miss Flandre (représentant la Flandre française, soit le nord du département du Nord).

## Synthèse des résultats
Note : Toutes les données ne sont pas encore connues.
- Miss France : Camille Cerf (2015), Iris Mittenaere (2016), Maëva Coucke (2018), Ève Gilles (2024) ;
- 1re dauphine : Muriel Miserolles (1959, Miss Le Touquet), Catherine Pouchèle (1976, Miss Flandre), Catherine Clarysse (1990, Miss Littoral-Nord), Hélène Lantoine (1994, Miss Flandre), Caroline Cléry (1995, Miss Flandre), Agathe Cauet (2023) ; Sabah Aïb (2025)
- 2e dauphine : Dany Coutelier (1972, Miss Flandre), Sylvie Wadoux (1981, Miss Côte d'Opale), Nancy Delettrez (1995, Miss Côte d'Opale), Céline Cheuva (1997, Miss Flandre), Aurélie Tuil (2003, Miss Flandre), Sophie Garénaux (2012) ;
- 3e dauphine : Jeannine Heyte (1961, Miss Lille), Nadia Kouhen (1973, Miss Flandre), Emmanuelle Jagodsinski (2001, Miss Artois-Hainaut), Lætitia Marciniak (2003, Miss Artois-Hainaut) ;
- 4e dauphine : Marie-Caroline Delcroix (1975, Miss Côte d'Opale), Caroline Charles (1985, Miss Côte d'Opale), Caroline Charles (1986, Miss Lille-Métropole)[Note 1], Anne Houzé (1997, Miss Hainaut), Élise Duboquet (2000, Miss Flandre) ;
- 5e dauphine : Brigitte Maréchal (1978, Miss Côte d'Opale)
- 6e dauphine : Patricia Hérin (1978, Miss Flandre), Catherine Dupuy (1979, Miss Côte d'Opale), France Willemyns (2004, Miss Flandre) ;
- Top 12/Top 15 : Nathalie Pallardy (1986, Miss Flandre), Nathalie Thibaud (1988, Miss Flandre), Valérie Masquelier (1989, Miss Littoral-Nord), Marjorie Eloy (1991, Miss Littoral-Nord), Charlotte Verpraet (1995, Miss Hainaut), Caroline Lubrez (1996, Miss Hainaut), Lydie Tison (2002, Miss Artois-Hainaut), Jessica Dherbometz (2002, Miss Flandre) ; Juliette Andry (2005, Miss Flandre) ; Annabelle Varane (2018), Donatella Meden (2021).

## Élections locales qualificatives
- Miss Audomarois ;
- Miss Arras ;
- Miss Béthune ;
- Miss Billy-Berclau ;
- Miss Brebières ;
- Miss Bruaysis ;
- Miss Calais ;
- Miss Craywick ;
- Miss Hem Val de Marque ;
- Miss Héninois ;
- Miss Hersin-Coupigny ;
- Miss Lesquin ;
- Miss Liévin ;
- Miss Lille ;
- Miss Loon-Plage ;
- Miss Pévèle ;
- Miss Saint-Martin-Boulogne ;
- Miss Valenciennois ;
- Miss Vallée de la Hem ;
- Miss Vermelles ;
- Miss Villeneuve-d’Ascq.

## Les Miss
| Année | Dénomination             | Nom                     | Âge    | Taille | Résidence             | Classement Local/Régional                                                                                    | Classement Miss France                                                              | Autres |
| ----- | ------------------------ | ----------------------- | ------ | ------ | --------------------- | --- | ----------------------------------------------------------------------------------- | --- |
| 1920  |                          | Francine Bourdrez       |        |        |                       | |                                                                                     | |
| 1951  | Miss Le Touquet          | Gisèle Dinin            |        |        |                       | |                                                                                     | |
| 1951  | Miss Nord                | Jeannine Dziedzic       |        |        |                       | |                                                                                     | |
| 1959  | Miss Le Touquet          | Muriel Miserolles       |        |        |                       | | 1re dauphine de Miss France 1960                                                    | |
| 1961  | Miss Lille               | Jeannine Heyte          |        |        |                       | | 3e dauphine de Miss France 1962                                                     | |
| 1962  |                          | Renée Bordés            | 15 ans | 1,70 m |                       | |                                                                                     | Destituée, c'est finalement sa sœur qui la remplace à l'élection de Miss France 1963, car Renée avait menti sur son âge : elle avait affirmé avoir 16 ans alors qu'elle en avait 15, l'âge requis étant de 16 ans. |
| 1964  | Miss Maubeuge            | Liliane Bouvet          |        |        |                       | |                                                                                     | |
| 1970  | Miss Flandres            | Doriane Chrétien        |        |        |                       | |                                                                                     | |
| 1972  | Miss Flandre             | Dany Coutelier          | 17 ans |        | Sebourg               | | 2e dauphine de Miss France 1974                                                     | 2e dauphine de Miss Europe 1974 |
| 1973  | Miss Flandre             | Nadia Koenne            |        |        | Grande-Synthe         | | 3e dauphine de Miss France 1974                                                     | Sujet d'un reportage. |
| 1973  | Miss Côte d'Opale        | Marie-France Carasco    |        |        |                       | |                                                                                     | |
| 1974  | Miss Côte d'Opale        | Sabine Briche           |        |        |                       | |                                                                                     | |
| 1975  | Miss Côte d'Opale        | Marie-Caroline Delcroix |        |        |                       | | 4e dauphine de Miss France 1976                                                     | Élue au casino de Berck, sujet d'un reportage humoristique de l'ORTF. |
| 1976  | Miss Côte d'Opale        | Michèle Hennequin       |        |        |                       | |                                                                                     | Prix de l'élégance à l'élection de Miss France 1977. |
| 1976  | Miss Flandre             | Catherine Pouchele      |        |        |                       | | 1re dauphine de Miss France 1977                                                    | |
| 1976  | Miss Lille-Métropole     | Leila Kassaba           |        |        |                       | |                                                                                     | |
| 1976  | Miss Littoral-Nord       | Patricia Hérin          |        |        |                       | |                                                                                     | Prix du sourire à l'élection de Miss France 1977. |
| 1976  | Miss Maubeuge            | Annie Demuriez          |        |        |                       | |                                                                                     | |
| 1977  | Miss Côte d'Opale        | Djamila Bouchafa        |        |        |                       | |                                                                                     | |
| 1977  | Miss Flandre             | Annie Davenne           |        |        |                       | |                                                                                     | Prix du sourire à l'élection de Miss France 1978 |
| 1977  | Miss Lille-Métropole     | Fabienne Borreman       |        |        |                       | |                                                                                     | |
| 1977  | Miss Littoral-Nord       | Nicole Brulinski        |        |        |                       | |                                                                                     | |
| 1978  | Miss Côte d'Opale        | Brigitte Maréchal       |        |        |                       | | 5e dauphine de Miss France 1979                                                     | |
| 1978  | Miss Flandre             | Patricia Hérin          |        |        |                       | | 6e dauphine de Miss France 1979                                                     | Également Miss Littoral-Nord 1976 et Prix du sourire à l'élection de Miss France 1977 (à l'époque, plusieurs participations étaient admises) |
| 1978  | Miss Lille               | Myriam Brunooghe        |        |        |                       | |                                                                                     | |
| 1978  | Miss Littoral-Nord       | Catherine Dupuy         |        |        |                       | |                                                                                     | |
| 1978  | Miss Métropole-Nord      | Christine Franchomme    |        |        |                       | |                                                                                     | |
| 1979  | Miss Artois              | Nicole Gressier         |        |        |                       | |                                                                                     | |
| 1979  | Miss Côte d'Opale        | Catherine Dupuy         |        |        |                       | | 6e dauphine de Miss France 1980                                                     | Également Miss Littoral-Nord 1978. À l'époque, plusieurs participations étaient admises. |
| 1979  | Miss Flandre 1979        | Jacqueline Houtequi     |        |        |                       | |                                                                                     | Prix du costume historique à l'élection de Miss France 1980. Cette année-là, deux Miss Flandre participent à l'élection: Miss Flandre 79 et Miss Flandre 80. |
| 1979  | Miss Flandre 1980        | Corinne Spebrouck       |        |        |                       | |                                                                                     | Cette année-là, deux Miss Flandre participent à l'élection: Miss Flandre 79 et Miss Flandre 80. |
| 1979  | Miss Lille               | Astrid Fondu            |        |        |                       | |                                                                                     | Prix de la photogénie à l'élection de Miss France 1980 |
| 1979  | Miss Littoral-Nord       | Sylvie Penne            |        |        |                       | |                                                                                     | |
| 1980  | Miss Côte d'Opale        | Aude Scandel            |        |        |                       | |                                                                                     | |
| 1981  | Miss Côte d'Opale        | Sylvie Wadoux           |        |        |                       | | 2e dauphine de Miss France 1982                                                     | |
| 1982  | Miss Littoral Nord       | Marie-Ange Calbet       | 18 ans |        |                       | |                                                                                     | Élue au Palais du Littoral, elle n'obtient aucun titre lors de l'élection de Miss France 1983 (remportée par Isabelle Turpault) mais Geneviève de Fontenay la remarque pour sa sympathie et lui propose de participer à un défilé de mode aux côtés de Miss France, au Japon. Cela ne se fera finalement pas, Marie-Ange ayant entre-temps abandonné l'idée de participer à des concours de beauté ou des défilés de mode. Elle ne sera pas présente lors de la remise du titre, à celle qui lui succède. |
| 1982  | Miss Côte d'Opale        | Muriel Taminiaux        |        |        |                       | |                                                                                     | |
| 1983  | Miss Côte d'Opale        | Virginie Louasse        |        |        |                       | |                                                                                     | |
| 1984  | Miss Côte d'Opale        | Sylvie Braye            |        |        |                       | |                                                                                     | Prix Maurice de Waleffe à l'élection de Miss France 1985 |
| 1985  | Miss Côte d'Opale        | Caroline Charles        |        |        |                       | | 4e dauphine de Miss France 1986                                                     | Elle reçoit également l'écharpe de 4e dauphine de Miss France 1987, avant d'être destituée pour avoir quitté la salle. À l'époque, plusieurs participations étaient admises. |
| 1985  | Miss Flandre             | Fabienne Decoster       |        |        |                       | |                                                                                     | |
| 1985  | Miss Littoral-Nord       | Catherine Baillie       |        |        |                       | |                                                                                     | |
| 1985  | Miss Lille-Métropole     | Karen Detrez            |        |        |                       | |                                                                                     | Élue l'année suivante Miss Littoral-Nord, puis Miss Côte d'Opale en 1987. |
| 1986  | Miss Lille-Métropole     | Caroline Charles        |        |        |                       | | 4e dauphine de Miss France 1987                                                     | Destituée au profit de Miss Lorraine après avoir protesté au vu des résultats. |
| 1986  | Miss Côte d'Opale        | Isabelle Vanbelle       |        |        |                       | |                                                                                     | |
| 1986  | Miss Flandre             | Nathalie Pallardy       |        |        |                       | | Demi-finaliste à l'élection de Miss France 1987.                                    | Également Miss Paris 1988, à l'époque plusieurs participations à la finale nationale étaient admises. |
| 1986  | Miss Littoral-Nord       | Karen Detrez            |        |        |                       | |                                                                                     | Également Miss Lille-Métropole 1985 et Miss Côte d'Opale 1987. |
| 1987  | Miss Côte d'Opale        | Karen Detrez            |        |        |                       | |                                                                                     | |
| 1987  | Miss Flandre             | Marilyn Vecchioli       |        |        |                       | |                                                                                     | |
| 1987  | Miss Littoral-Nord       | Virginie Penet          |        |        |                       | |                                                                                     | |
| 1988  | Miss Côte d'Opale        | Lætitia Bouclet         | 19 ans | 1,73 m |                       | |                                                                                     | |
| 1988  | Miss Flandre             | Nathalie Thibaud        | 21 ans | 1,77 m |                       | | Figure parmi les 12 demi-finalistes à l'élection de Miss France 1989                | |
| 1989  | Miss Côte d'Opale        | Karine Bailly           | 18 ans | 1,79 m |                       | |                                                                                     | |
| 1989  | Miss Littoral-Nord       | Valérie Masquelier      |        |        |                       | | Figure parmi les 12 demi-finalistes à l'élection de Miss France 1990                | |
| 1990  | Miss Côte d'Opale        | Sybille Lhoste          | 19 ans | 1,68 m |                       | |                                                                                     | |
| 1990  | Miss Flandre             | Amélie Lefevere         | 18 ans | 1,80 m |                       | |                                                                                     | |
| 1990  | Miss Littoral-Nord       | Catherine Clarysse      | 20 ans | 1,80 m |                       | | 1re dauphine de Miss France 1991                                                    | 1re dauphine de Miss International 1991 |
| 1991  | Miss Artois              | Magalie Ratajczak       |        |        |                       | |                                                                                     | |
| 1991  | Miss Côte d'Opale        | Sophie Lefebvre         |        |        |                       | |                                                                                     | |
| 1991  | Miss Littoral-Nord       | Marjorie Eloy           |        |        |                       | | Figure parmi les 12 demi-finalistes à l'élection de Miss France 1992                | 6e dauphine de Miss France 1992 |
| 1992  | Miss Artois              | Béatrice Lisse          | 22 ans |        |                       | |                                                                                     | |
| 1992  | Miss Côte d'Opale        | Betty Lelard            | 19 ans |        |                       | |                                                                                     | |
| 1993  | Miss Artois              | Juliette Fernowska      |        |        |                       | |                                                                                     | |
| 1993  | Miss Côte d'Opale        | Stéphanie Dombrowski    |        |        |                       | |                                                                                     | |
| 1993  | Miss Flandre             | Cathy Marais            | 18 ans |        | Dunkerque             | |                                                                                     | |
| 1994  | Miss Artois              | Myriam Lalisse          |        |        | Arras                 | |                                                                                     | |
| 1994  | Miss Côte d'Opale        | Virginie Lesaffre       |        |        | Comines               | |                                                                                     | Prix de la coiffure Saint Algue Miss France 1995 |
| 1994  | Miss Flandre             | Hélène Lantoine         | 21 ans |        | Étaples               | | 1re dauphine de Miss France 1995                                                    | Représentante de la France à Miss Monde 1995 |
| 1995  | Miss Côte d'Opale        | Nancy Delettrez         |        |        | Bailleul              | | 2e dauphine de Miss France 1996                                                     | Représentante de la France à Miss International 1996 |
| 1995  | Miss Flandre             | Caroline Cléry          |        |        | Calais                | | 1re dauphine de Miss France 1996                                                    | Demi-finaliste à Miss Europe 1996 |
| 1995  | Miss Hainaut             | Charlotte Verpraet      |        |        | Valenciennes          | | Figure parmi les 12 demi-finalistes à l'élection de Miss France 1996                | |
| 1996  | Miss Artois-Côte d'Opale | Virginie Tellier        |        |        |                       | |                                                                                     | 1re miss sous le nom de Miss Artois-Côte d'Opale |
| 1996  | Miss Hainaut             | Caroline Lubrez         |        |        | Beuvry-la-Forêt       | | Figure parmi les 12 demi-finalistes à l'élection de Miss France 1997                | Miss Model of the World 1997 |
| 1996  | Miss Flandre             | Sarah Sumfleth          |        |        |                       | |                                                                                     | |
| 1997  | Miss Artois-Côte d'Opale | Émilie Dhorne           | 19 ans | 1,74 m |                       | |                                                                                     | |
| 1997  | Miss Hainaut             | Anne Houzé              | 20 ans | 1,75 m | Cambrai               | | 4e dauphine de Miss France 1998                                                     | |
| 1997  | Miss Flandre             | Céline Cheuva           | 21 ans | 1,72 m |                       | | 2e dauphine de Miss France 1998                                                     | Représentante de la France à Miss International 1999 |
| 1998  | Miss Hainaut             | Fleur Wiadereck         | 20 ans | 1,72 m |                       | |                                                                                     | |
| 1998  | Miss Flandre             | Vanessa Agez            | 18 ans | 1,73 m | Gravelines            | |                                                                                     | |
| 1999  | Miss Artois-Hainaut      | Sophie Andry            | 20 ans | 1,80 m | Béthune               | Miss Lillérois 1999                                                                                          |                                                                                     | 1re Miss élue sous cette appellation |
| 1999  | Miss Flandre             | Aurélie Pauchet         | 19 ans | 1,76 m | Auchy-les-Mines       | |                                                                                     | |
| 2000  | Miss Artois-Hainaut      | Aurore Stouder          | 20 ans | 1,82 m | Bruille-Saint-Amand   | |                                                                                     | Prix Miluna à Miss France, sœur de Audrey Stouder, Miss Artois-Hainaut 2005 |
| 2000  | Miss Flandre             | Élise Duboquet          | 19 ans | 1,75 m | Tourcoing             | Miss Roubaix 2000                                                                                            | 4e dauphine de Miss France 2001                                                     | |
| 2001  | Miss Artois-Hainaut      | Emmanuelle Jagodsinski  |        |        | Hénin-Beaumont        | | 3e dauphine de Miss France 2002                                                     | 1re dauphine de Miss International 2002 |
| 2001  | Miss Flandre             | Gwenaëlle Leloet        |        |        |                       | |                                                                                     | |
| 2002  | Miss Artois-Hainaut      | Lydie Tison             |        |        | Caudry                | | Figure parmi les 12 demi-finalistes à l'élection de Miss France 2003                | Miss Best in Talent 2004 (en marge du concours Miss International) |
| 2002  | Miss Flandre             | Jessica Dherbometz      |        |        |                       | | Figure parmi les 12 demi-finalistes à l'élection de Miss France 2003                | |
| 2003  | Miss Artois-Hainaut      | Lætitia Marciniak       | 22 ans | 1,72 m | Hénin-Beaumont        | | 3e dauphine de Miss France 2004                                                     | Représente la France à Miss Monde 2004 (classée vingtième) |
| 2003  | Miss Flandre             | Aurélie Tuil            | 19 ans | 1,76 m |                       | Miss Roubaix 2003                                                                                            | 2e dauphine de Miss France 2004                                                     | |
| 2004  | Miss Artois-Hainaut      | Jennifer Carluer        | 18 ans | 1,74 m | Béthune               | |                                                                                     | |
| 2004  | Miss Flandre             | France Willemyns        | 21 ans | 1,79 m | Roncq                 | | 6e dauphine de Miss France 2005                                                     | Représentante de la France à Miss Model of the World 2005 |
| 2005  | Miss Artois-Hainaut      | Audrey Stouder          | 20 ans | 1,78 m | Bruille-Saint-Amand   | |                                                                                     | Elle est la sœur d'Aurore Stouder, élue Miss Artois-Hainaut 2000 |
| 2005  | Miss Flandre             | Juliette Andry          | 22 ans | 1,75 m | Lille                 | | Figure parmi les 12 demi-finalistes à l'élection de Miss France 2006 et termine 10e | Elle est la sœur de Sophie Andry, élue Miss Artois-Hainaut 1999 et Rebecca Andry, Miss Île-de-France 2006. |
| 2006  | Miss Artois-Hainaut      | Élodie Prudhomme        | 21 ans | 1,76 m | Escaudain             | |                                                                                     | Prix Louis de Fontenay à l'élection de Miss France 2007 |
| 2006  | Miss Flandre             | Justine Bedel           | 20 ans | 1,73 m | Dunkerque             | Miss Gravelines 2006                                                                                         |                                                                                     | |
| 2007  | Miss Artois-Hainaut      | Alexandra Chiacchia     | 20 ans | 1,80 m | Rombies-et-Marchipont | Miss Escaut 2006 ; 1re dauphine Miss Artois-Hainaut 2006                                                     |                                                                                     | |
| 2007  | Miss Flandre             | Élise Logie             | 22 ans | 1,75 m | Le Quesnoy            | |                                                                                     | |
| 2008  | Miss Artois-Hainaut      | Anne-Sophie Sevrette    | 20 ans | 1,79 m | Liévin                | |                                                                                     | 5e dauphine de Miss Tourisme International 2008, déléguée régionale de Miss Nord pas de Calais depuis 2020 |
| 2008  | Miss Flandre             | Éméné Nyamé             | 19 ans | 1,82 m | Roubaix               | |                                                                                     | Prix de la mode et du style Ugo Zaldi à l'élection de Miss France 2009, Miss Model of the World 2009 |
| 2009  | Miss Artois-Hainaut      | Astrid Ponchel          | 21 ans | 1,79 m | Maubeuge              | |                                                                                     | Prix de l’élégance balnéaire à l'élection de Miss France 2010 |
| 2009  | Miss Flandre             | Aline Bourgeois         | 20 ans | 1,75 m | Roubaix               | |                                                                                     | Prix de la coiffure Saint Algue à l'élection de Miss France 2010, Demi-finaliste à Miss Tourism Queen International 2010 |
| 2010  | Miss Nord-Pas-de-Calais  | Angeline Lagache        | 22 ans | 1,71 m | Barlin                | Miss Côte d'Opale 2009, 3e dauphine de Miss Artois-Hainaut 2009, Miss Pays de Béthune 2010                   |                                                                                     | 1re Miss Nord-Pas-de-Calais élue sous cette appellation |
| 2011  | Miss Nord-Pas-de-Calais  | Sophie Martin           | 21 ans | 1,73 m | Douai                 | Miss Pévèle 2008, 1re dauphine de Miss Nord-Pas-De-Calais 2010                                               |                                                                                     | |
| 2012  | Miss Nord-Pas-de-Calais  | Sophie Garénaux         | 22 ans | 1,72 m | Harnes                | Miss Liévin 2012                                                                                             | 2e dauphine de Miss France 2013                                                     | Miss Earth France 2013 (figure dans le Top 16) |
| 2013  | Miss Nord-Pas-de-Calais  | Gaëlle Mans             | 23 ans | 1,80 m | Sains-en-Gohelle      | 1re dauphine de Miss Ostrevant 2012, Miss Hersin-Coupigny 2012, 1re dauphine de Miss Nord-Pas-de-Calais 2012 |                                                                                     | |
| 2014  | Miss Nord-Pas-de-Calais  | Camille Cerf            | 19 ans | 1,80 m | Coulogne              | Miss Valenciennois 2014                                                                                      | Miss France 2015                                                                    | Top 10 à Elite Model Look France 2010, Top 15 à Miss Univers 2014 |
| 2015  | Miss Nord-Pas-de-Calais  | Iris Mittenaere         | 22 ans | 1,72 m | Steenvoorde           | Miss Flandre 2015                                                                                            | Miss France 2016                                                                    | Étudiante en cinquième année de chirurgie dentaire, elle termine 1re au test de culture générale avec une moyenne de 17,5/20, Miss Univers 2016, seconde française après Christiane Martel, Miss Univers 1953. |
| 2016  | Miss Nord-Pas-de-Calais  | Laurine Maricau         | 22 ans | 1,70 m | Wavrin                | 2e dauphine de Miss Flandre 2015, 1re dauphine de Miss Douai 2015, Miss Flandre 2016                         |                                                                                     | Elle termine 4e au test de culture générale avec une moyenne de 16/20 |
| 2017  | Miss Nord-Pas-de-Calais  | Maëva Coucke            | 23 ans | 1,76 m | Ferques               | Miss Boulogne 2013, 1re dauphine Miss Opale Sud 2016, Miss Pévèle 2016                                       | Miss France 2018                                                                    | Elle a une sœur jumelle, Alizée qui est mannequin, avec qui elle a participé au concours Elite en 2011, Maëva devient la troisième Miss France de la région Nord-Pas-de-Calais en seulement 4 ans, Miss World France 2018 (classée dans le Top 12), Miss Universe France 2019 (classée dans le Top 10) |
| 2018  | Miss Nord-Pas-de-Calais  | Annabelle Varane        | 19 ans | 1,81 m | Hellemmes-Lille       | Miss Dunkerquois 2018                                                                                        | Figure parmi les 12 finalistes de l'élection Miss France 2019 et termine 9e         | Sœur du footballeur international Raphaël Varane |
| 2019  | Miss Nord-Pas-de-Calais  | Florentine Somers       | 19 ans | 1,79 m | Loon-Plage            | Miss Dunkerquois 2019                                                                                        |                                                                                     | Prix de la photogénie à Miss France 2020 |
| 2020  | Miss Nord-Pas-de-Calais  | Laura Cornillot         | 24 ans | 1,78 m | Ennevelin             | Miss Lille 2016                                                                                              |                                                                                     | Prix de la photogénie à Miss France 2021 |
| 2021  | Miss Nord-Pas-de-Calais  | Donatella Meden         | 21 ans | 1,74 m | Lambersart            | | Figure parmi les 15 finalistes de l'élection Miss France 2022 et termine 8e         | |
| 2022  | Miss Nord-Pas-de-Calais  | Agathe Cauet            | 24 ans | 1,79 m | Cambrai               | Miss Amandinois 2022                                                                                         | 1re dauphine de Miss France 2023                                                    | |
| 2023  | Miss Nord-Pas-de-Calais  | Ève Gilles              | 20 ans | 1,71 m | Quaëdypre             | Miss Hersin-Coupigny 2023                                                                                    | Miss France 2024                                                                    | |
| 2024  | Miss Nord-Pas-de-Calais  | Sabah Aib               | 18 ans | 1,73 m | Valenciennes          | Miss Villeneuve-d'Ascq 2024                                                                                  | 1re dauphine de Miss France 2025                                                    | |

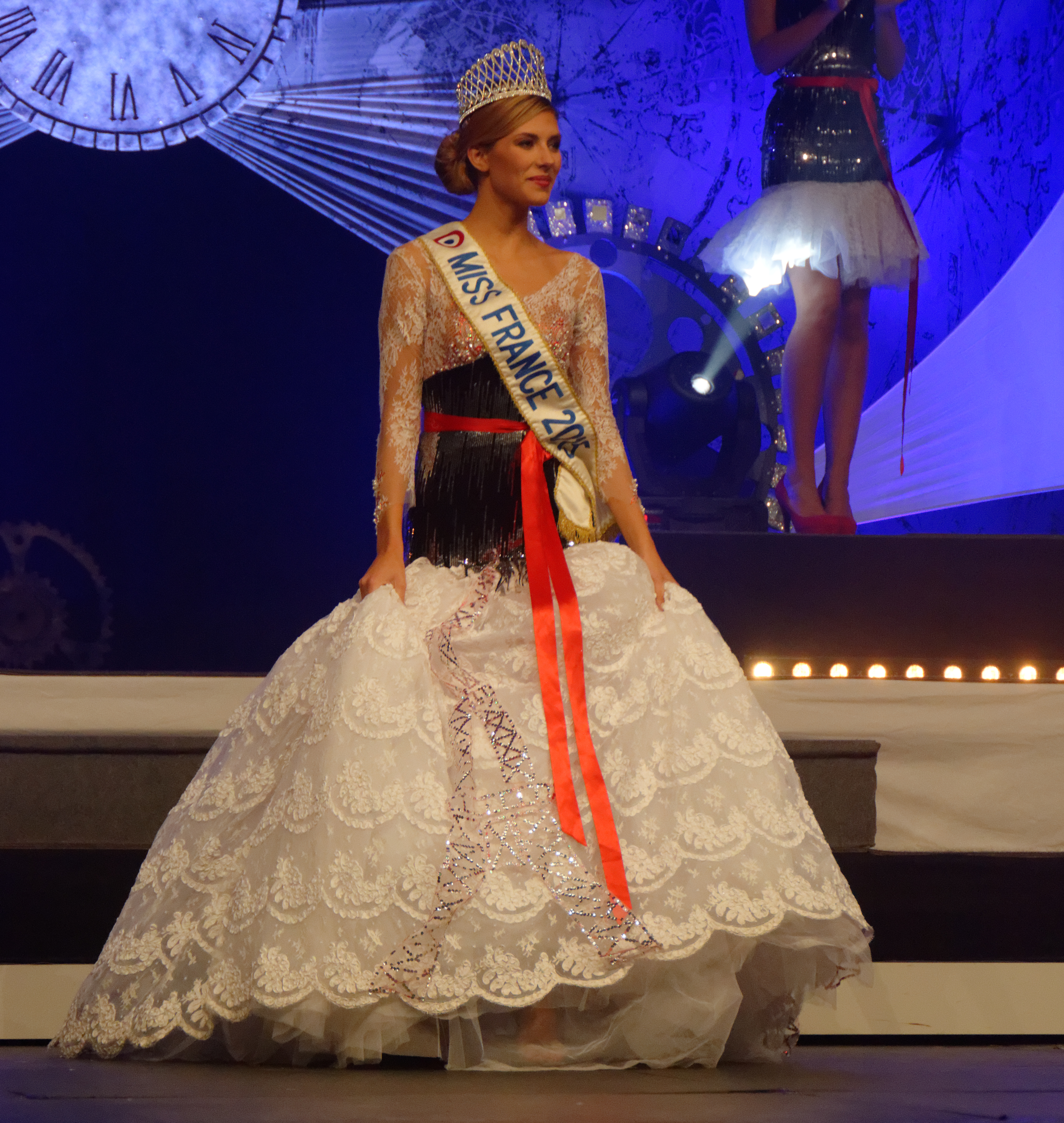
Camille Cerf, Miss Nord-Pas-de-Calais 2014 et Miss France 2015.
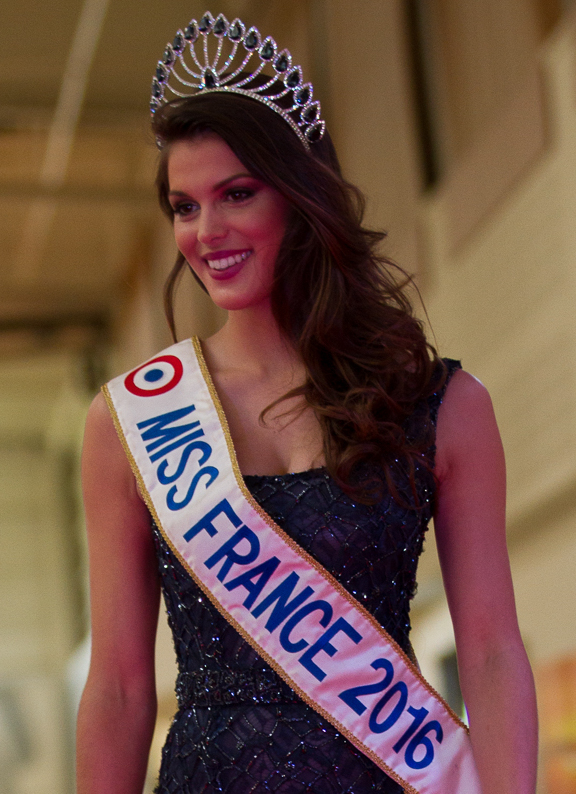
Iris Mittenaere, Miss Nord-Pas-de-Calais 2015, Miss France 2016 et Miss Univers 2016.
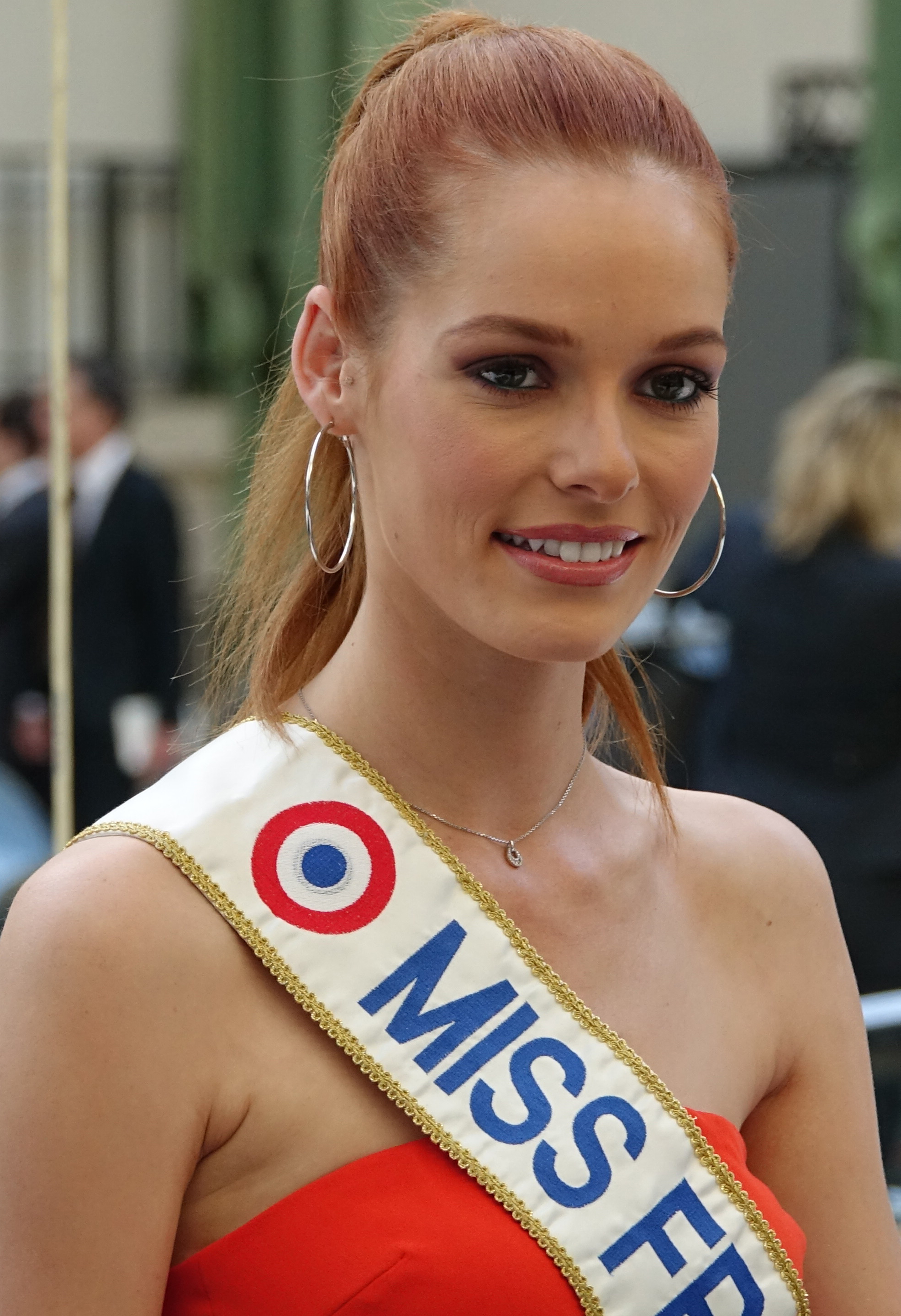
Maëva Coucke, Miss Nord-Pas-de-Calais 2017 et Miss France 2018.

## Palmarès par département depuis 2010
- Nord : 2011, 2015, 2016, 2018, 2019, 2020, 2021, 2022, 2023, 2024(10)
- Pas-de-Calais : 2010, 2012, 2013, 2014, 2017 (5)

## Palmarès à l'élection Miss France depuis 2000
- Miss France : 2015, 2016, 2018, 2024
- 1re dauphine : 2023, 2025
- 2e dauphine : 2004, 2013
- 3e dauphine : 2002, 2004
- 4e dauphine : 2001
- 5e dauphine :
- 6e dauphine : 2005
- Top 12 puis 15 : 2003(x2), 2005, 2006, 2019, 2022
- Classement des régions pour les 10 dernières élections (Miss France 2015 à 2024) : 1re sur 30[Note 2].

## À retenir
- Meilleur classement de ces 10 dernières années : Iris Mittenaere, Maëva Coucke et Ève Gilles, élues Miss France 2016, Miss France 2018 et Miss France 2024.
- Dernier classement réalisé : Sabah Aib, élue 1re dauphine de Miss France 2025.
- Dernière Miss France : Ève Gilles, élue Miss France 2024.